# Hieronymos von Kardia
Hieronymos von Kardia (latinisiert Hieronymus; * um 360 v. Chr.; † nach 272 v. Chr.) war ein antiker griechischer Geschichtsschreiber.

## Leben
Hieronymos stammte aus der milesischen Kolonie Kardia. Er war ein Freund und vielleicht auch Verwandter des Eumenes von Kardia, eines Privatsekretärs Alexanders des Großen. Ob er selbst am Alexanderzug teilgenommen hat, ist unbekannt.
Als historische Person tritt er im Jahr 319 v. Chr. auf, als er von dem in der Bergfestung Nora (Kappadokien) eingeschlossenen Eumenes nach Makedonien zum Regenten Antipater entsandt wurde, um bei diesem zu verhandeln. Antipater starb allerdings im Herbst 319 v. Chr., woraufhin Hieronymos wieder nach Nora zurückkehrte, wo Eumenes gerade von Antigonos Monophthalmos belagert wurde. Hier fungierte er als Unterhändler für Eumenes, welchem er das Angebot des Antigonos vortrug. Er legte ihm nahe, sich zu ergeben, um ein Gefolgsmann des Antigonos zu werden, was Eumenes allerdings ablehnte. Anschließend begleitete Hieronymos seinen Freund bis in die Persis und kämpfte für diesen im Winter 316 v. Chr. in der Schlacht von Gabiene, bei der er verwundet wurde.
Nach dem Tod des Eumenes wechselte Hieronymos in die Gefolgschaft des Antigonos. Von ihm wurde er 311 v. Chr. mit der Sicherung des Asphaltabbaus am toten Meer beauftragt; er scheiterte dabei aber am Widerstand der lokalen arabischen Stämme. Im Jahr 301 v. Chr. nahm er an der Schlacht von Ipsos teil, in der Antigonos fiel. Danach blieb er den Antigoniden treu und gehörte der Gefolgschaft des Demetrios Poliorketes an, von welchem er 293 v. Chr. zum Statthalter in Theben ernannt wurde. Dies ist in den Quellen zugleich der letzte Verweis zur Person des Hieronymos. Pausanias deutete in seinen Bemerkungen allerdings an, dass er noch in der Herrschaftszeit des Antigonos II. Gonatas gelebt und in ihr wohl auch sein literarisches Werk verfasst hat. Laut Agatharchides soll er im Alter von 104 Jahren gestorben sein.

## Werk
Hieronymos verfasste eine heute bis auf wenige Fragmente verlorene Geschichte der Diadochenkriege, die von dem Tod Alexanders des Großen 323 v. Chr. bis etwa zum Tod des Pyrrhos 272 v. Chr. reichte. Der Titel ist unbekannt; es wird als Geschichte der Diadochen, Ereignisse nach Alexander oder schlicht als Historien erwähnt. Hieronymos war oft Augenzeuge der Kämpfe und stand als Vertrauter in Diensten des Eumenes und der ersten Antigoniden. 
Wenngleich kaum etwas von dem Werk erhalten ist, hatte es offenbar einen großen Einfluss auf mehrere nachfolgende Historiker, die es als Hauptquelle für diese Zeit benutzten. Es wurde unter anderem von Diodor, Arrian, Pausanias sowie Plutarch herangezogen. 
Die teils geäußerte Kritik, Hieronymos habe in seinem Werk jeweils den Ansichten seiner Dienstherren Rechnung getragen, ist eher unbegründet. Vor allem Pausanias hat ihm vorgeworfen, von allen Königen, die vor Antigonos II. Gonatas lebten, zu negativ berichtet zu haben. Er hielt auch den Bericht des Hieronymos, wonach der König Lysimachos im Krieg gegen Pyrrhos die Gräber der epirotischen Könige zerstört habe, für völlig unglaubwürdig. Außerdem warf er Hieronymos vor, befangen gegenüber Lysimachos gewesen zu sein, weil dieser seine Heimatstadt Kardia zerstört habe, um Lysimacheia gründen zu können.
In den Fragmenten des Geschichtswerks wird hingegen durchaus deutlich, dass Hieronymos darum bestrebt war, möglichst objektiv zu berichten. Man kann darauf schließen, dass das Werk recht sachlich und genau verfasst war und wie bei Herodot auch auf die Kultur anderer Völker eingegangen wurde. In der Forschung hat bereits Felix Jacoby den Wert seiner Schilderungen festgestellt und Hieronymos als einen Mann bezeichnet, „dessen Bedeutung in umgekehrten Verhältnis zu unserem Wissen von ihm steht“. Ohne die anscheinend zuverlässige Darstellung des Hieronymos, die von anderen Autoren benutzt wurde, würde unser Wissen über die Diadochenzeit wohl noch fragmentarischer sein, als dies ohnehin bereits der Fall ist. 

## Textausgaben
- Die Fragmente der griechischen Historiker Nr. 154.